# Unterhöll (Gattendorf)
Unterhöll ist ein Gemeindeteil der Gemeinde Gattendorf im Landkreis Hof (Oberfranken, Bayern). Unterhöll liegt teils in der Gemarkung Haidt, teils in der Gemarkung Gattendorf.

## Geografie
Südlich des Weilers grenzt ein Waldgebiet an. Eine Gemeindeverbindungsstraße führt 300 Meter westlich zur Staatsstraße 2452 bei Neuenreuth bzw. 150 Meter östlich zu einer Gemeindeverbindungsstraße, die nördlich nach Oberhartmannsreuth  bzw. südlich die Kreisstraße HO 16 kreuzend nach Kirchgattendorf verläuft.

## Geschichte
Von 1797 bis 1810 unterstand Unterhöll dem Justiz- und Kammeramt Hof. Infolge des Ersten Gemeindeedikts wurde Unterhöll dem 1812 gebildeten Steuerdistrikt Trogen und der zugleich entstandenen Ruralgemeinde Haidt zugewiesen. Im Zuge der Gebietsreform in Bayern wurde Unterhöll am 1. Mai 1978 nach Gattendorf eingemeindet.

### Einwohnerentwicklung
| Jahr      | 1861  | 1871  | 1885  | 1900   | 1925   | 1950   | 1961   | 1970   | 1987   | 2015  |
| Einwohner | 12    | 27    | 32    | 26     | 38     | 36     | 31     | 24     | 18     | 15    |
| Häuser    |       |       | 6     | 6      | 6      | 5      | 8      |        | 5      |       |
| Quelle    | [ 7 ] | [ 8 ] | [ 9 ] | [ 10 ] | [ 11 ] | [ 12 ] | [ 13 ] | [ 14 ] | [ 15 ] | [ 1 ] |

## Religion
Unterhöll ist evangelisch-lutherisch geprägt und war ursprünglich nach St. Michaelis (Hof) gepfarrt, seit den 1870er Jahren ist die Pfarrei Gattendorf zuständig.